# Regen (flod)
 For alternative betydninger, se Regen. (Se også artikler, som begynder med Regen)
Regen (Tjekkisk: Řezná) er en flod i Bayern i Tyskland, og en af Donaus bifloder fra venstre. Den har sit udspring i Großer Regen (Store Regen) i Böhmerwald i Tjekkiet nær Železná Ruda. Floden krydser grænsen efter et par kilometer ved Bayerisch Eisenstein.
Ved Zwiesel møder Großer Regen floden Kleiner Regen (Lille Regen) og danner Schwarzer Regen (Sorte Regen). Schwarzer Regen løber gennem Regen og Viechtach, og møder Weißer Regen (Hvide Regen) i Kötzting. Herfra kaldes floden Regen.
Regendalen er den største dal i Bayerischer Wald, og mange bosætninger i bjergene ligger langs floden. Regen løber gennem byerne Cham og Regensburg. Ved Regensburg munder floden ud i Donau.
Den totale længde af floden , inklusive Großer Regen og Schwarzer Regen, er 169 km.
49°09′58″N 13°16′07″Ø / 49.1661°N 13.2686°Ø